# Tithraustes phaeton
Tithraustes phaeton är en fjärilsart som beskrevs av William Schaus 1912. Tithraustes phaeton ingår i släktet Tithraustes och familjen tandspinnare. Inga underarter finns listade i Catalogue of Life.